# Liget i biblioteket
Liget i biblioteket (en: The Body in the Library) er en Agatha Christie kriminalroman fra 1942. Den foregår i den fiktive landsby St. Mary Mead, hvor den fiktive Miss Marple bor.

## Plot
Liget i biblioteket er den anden roman med Miss Marple i rollen som den, der optrævler en drabssag. Landsbyens præst, Len Clement, og hans hustru, Griselda fra Mordet i Præstegården, medvirker også her. Griselda var gravid i den første roman, og da deres barn er på kravlestadiet i den anden, må handlingen foregå nogle år før udgivelsen.
En del af indbyggerne i St. Mary Mead optræder gså i senere romaner, så nogle af de mistænkte kan udelukkes, medmindre Miss Marple-fortællingerne læses i kronologisk rækkefølge. 
Politiet har store vanskeligheder med at finde ud af, hvorfor og hvorledes den unge kvinde, som er offeret, er ankommet i oberst Bantry s bibliotek på Gossington Hall, og oberstens hustru, Dolly, beder derfor sin veninde, Jane Marple, om at finde morderen og rense obersten for mistanke. Miss Marple påtager sig opgaven og finder hurtigt ud af, at der er megen mystik forbundet med sagen.

## Anmeldelser
Anmelderne betegnede denne roman som en af de klassiske Miss Marple fortællinger. .

## Danske udgaver
- Carit Andersen (De trestjernede kriminalromaner nr. 47); 1960.
- Carit Andersen (De trestjernede kriminalromaner, nr. 51); 1970.
- Forum Krimi; 1985.
- Wangel; 1990.
- Peter Asschenfeldts nye Forlag; 1999.